# Muskat
Muscat ili Muskat (arapski: امسقط) je glavni i najveći grad Omana od 24.893, ako se računa najuži centar grada koji se zove Muscat, ali s okolnim gradovima 632.073 stanovnika.

## Geografija
Grad leži na obali Indijskog oceana, smješten u uvali, okruženoj vulkanskim planinama. Iz Muscata duž obale ide magistralna cesta na jug prema Jemenu i na zapad prema Ujedinjenim Arapskim Emiratima.

## Povijest
Muscat su osnovali portugalci kao pomorsko-trgovačku bazu 1508. da im služi kao sigurno utočište na putu za Indiju. Oni su vladali Muscatom do 1650. kad su istjerani. Na njihovu vladavinu podsjećaju dvije utvrde iz 16. vijeka koje dominiraju gradom.

## Znamenitosti, kultura i školstvo
Najveće znamenitosti grada su uz spomenute portugalske utvrde, Sultanova palača na obali mora, podignuta u indijskom stilu i Nacionalni muzej Omana.
Muscat ima puno starih građevina, i ostataka iz drevnih vremena, gradske zidine, gradska vrata, i čudesnu mješavinu arhitektonskih stilova i uticaja od portugalskog, arapskog, iranskog, indijskog, do modernog zapadnjačkog.

## Privreda
Muscat je lučki grad, u kom je pored luke i ribarstva najveća aktivnost vezana uz trgovinu.

## Vanjske poveznice
- Muscat na portalu Encyclopædia Britannica (engl.)